# Hieronim Jańczyk
Hieronim Jańczyk (ur. 1 marca 1924 w Warszawie) – polski technik mechanik, poseł na Sejm PRL VI kadencji.

## Życiorys
Podczas II wojny światowej wywieziono go na przymusowe roboty do Niemiec. Po wojnie wrócił do Polski, podejmując pracę w Zakładach Przemysłu Lnianego w Kamiennej Górze, gdzie ukończył przyzakładową szkołę zawodową. Pracował jako ślusarz, a potem jako maszynista i brygadzista ruchu w elektrowni przemysłowej. W 1957 został radnym Powiatowej Rady Narodowej w Kamiennej Górze (potem zasiadł w jej prezydium). W 1965 ukończył Technikum Mechaniczne i został II sekretarzem Komitetu Zakładowego Polskiej Zjednoczonej Partii Robotniczej. W latach 1973–1976 pełnił mandat posła na Sejm PRL po zmarłym Wiesławie Ociepce, zasiadając w Komisji Przemysłu Lekkiego.

## Odznaczenia
- Srebrny Krzyż Zasługi
- Medal 10-lecia Polski Ludowej
- Odznaka „Zasłużony dla Dolnego Śląska”